# Philippine-Airlines-Flug 434
Am 11. Dezember 1994 explodierte an Bord einer Boeing 747-200, die sich auf dem Philippine-Airlines-Flug 434 (Flugnummer: PR434 bzw. PAL 434) von Manila über Cebu nach Tokio befand, eine Bombe mit Zeitzünder. Sie war von Ramzi Ahmed Yousef, einem der Drahtzieher des Bombenanschlags auf das World Trade Center 1993, in das Flugzeug geschmuggelt worden. Dieser wollte den Flugzeugtank und damit die Maschine über dem Pazifischen Ozean explodieren lassen. Der Tank des Jets blieb jedoch unbeschädigt. Der Passagier, unter dessen Sitz die Bombe explodierte, wurde getötet. Den Piloten gelang trotz der stark eingeschränkten Manövrierfähigkeit des Flugzeuges eine Notlandung in Naha, Präfektur Okinawa.
Das Attentat war Teil der Operation Bojinka. Es handelte sich um eine Art „Probesprengung“, auf die noch weitere Flugzeugattentate folgen sollten. Diese konnten jedoch von Ermittlern, begünstigt durch Unzulänglichkeiten der Terroristen, verhindert werden.

## Fluggerät und -ablauf

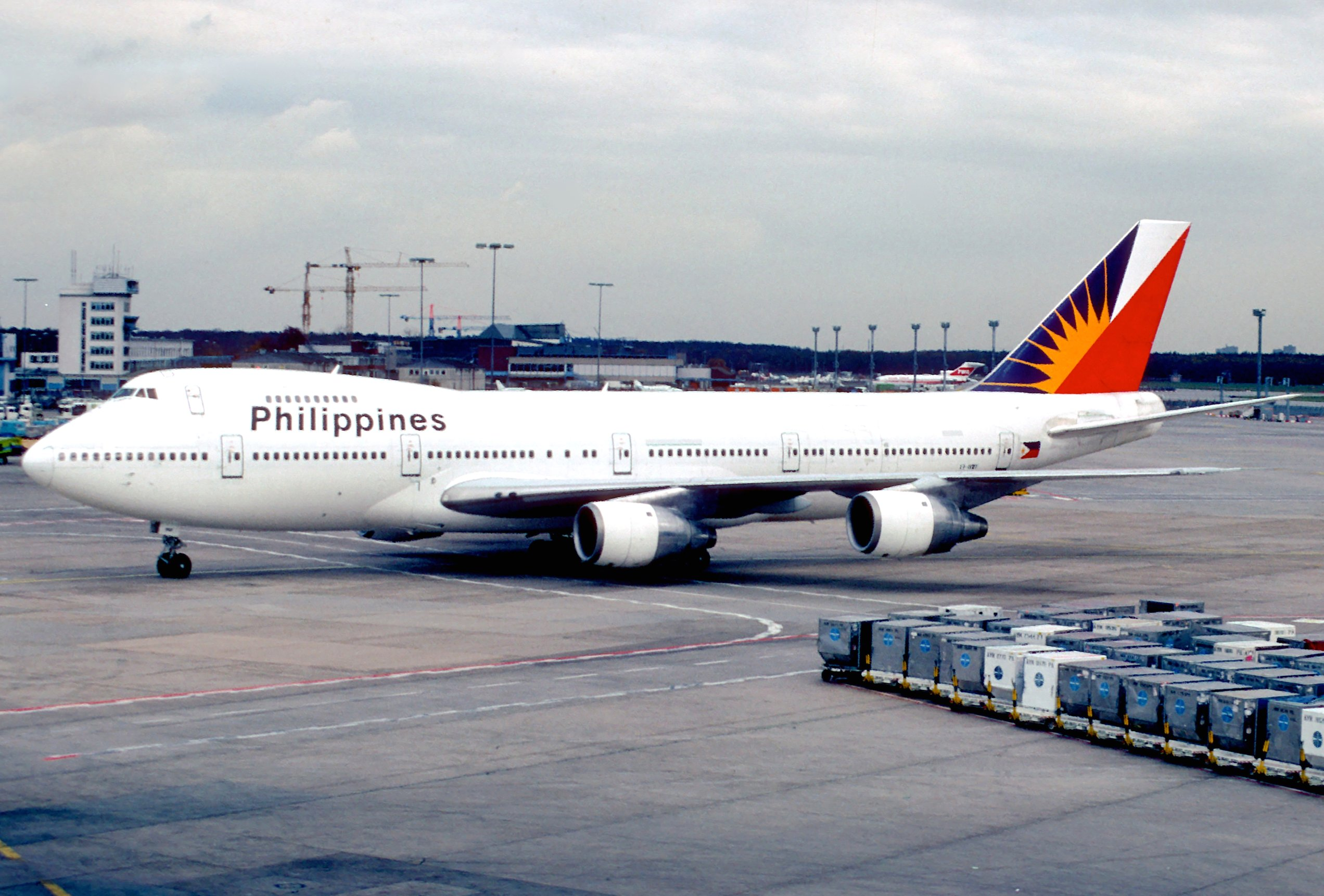
Die Boeing 747 EI-BWF von Flug PAL434 aus der SAS-Reihe von Boeing mit der besonderen Lage des Treibstofftanks (Dezember 1988)

Flug 434 der Philippine Airlines war ein internationaler Linienflug von der philippinischen Hauptstadt Manila zum Tokioter Flughafen Narita mit einer Zwischenlandung in Cebu. Auf dieser Route wurde eine Boeing 747-283BM eingesetzt. Dieser Flugzeugtyp gehört zur SAS-Version der Boeing 747, die einige Unterschiede zur Normalversion des Jumbo-Jets hat. Dazu gehört, dass der zentrale Treibstofftank im Flugzeugrumpf („center wing tank“) um zwei Sitzreihen nach hinten versetzt wurde.
Die auf dem Flug PAL434 eingesetzte Boeing absolvierte am 17. Februar 1979 ihren Erstflug, etwa 15 Jahre und zehn Monate vor dem Anschlag, und wurde am 22. März 1979 mit dem Kennzeichen SE-DFZ an die schwedische Fluggesellschaft SAS Scandinavian Airlines ausgeliefert. Mitte 1983 übernahm Nigeria Airways das Flugzeug für viereinhalb Jahre. Die irische Leasinggesellschaft Guinness Peat Aviation (GPA) erwarb die Maschine im Sommer 1988, wodurch sie das Kennzeichen EI-BWF erhielt. Philippine Airlines leaste das Flugzeug im selben Jahr von GPA und setzte es bis zur Bombenexplosion sechs Jahre lang ein, abgesehen von einem fünfmonatigen Einsatz zwischen 1991 und 1992 für Aerolíneas Argentinas.

## Hergang

Ramzi Ahmed Yousef, der unter dem Decknamen Armaldo Forlani die Bombe an Bord brachte

Der pakistanische Terrorist und Bombenbauer Ramzi Yousef ging in Manila unter dem italienischen Tarnnamen Armaldo Forlani mit einem Ticket nach Cebu an Bord des Philippine-Airlines-Fluges 434. Ihm gelang es, die Utensilien für eine Bombe an Bord des Flugzeuges zu bringen, indem er Flüssigsprengstoff als Kontaktlinsenflüssigkeit tarnte, den Zünder in einer Casio-Armbanduhr sowie elektronische Teile, wie eine Batterie, in seinem Schuhabsatz versteckte. Nach dem Start zog sich Yousef auf eine Toilette zurück, um die Bombe zusammenzusetzen. Den Zeitzünder stellte er so ein, dass die Bombe vier Stunden nach der Zwischenlandung in Cebu explodieren musste. Die fertige Bombe versteckte er in dem Rettungswestenbehälter unter seinem Sitz 26K, um den vermeintlich darunter liegenden Treibstofftank während des Fluges zur Explosion zu bringen. Bei der Zwischenlandung auf dem Flughafen Cebu um 6:50 Uhr stieg Yousef mit 25 anderen Passagieren aus. Das bis dahin gering besetzte Flugzeug füllte sich mit 256 neuen Flugreisenden.
Um 8:40 Uhr startete die von Kapitän Eduardo Aranas „Ed“ Reyes geflogene Maschine in Richtung des Flughafens Tokio-Narita. Vier Stunden nachdem der Attentäter das Flugzeug verlassen hatte, explodierte die Bombe im Flugzeug, das sich über dem Pazifischen Ozean in der Nähe der Daitō-Inseln befand. Die Piloten verloren die Kontrolle über das Flugzeug, das sich nach rechts neigte. Der Autopilot glich die Lage aus, jedoch funktionierte die Steuerung nicht mehr. Im Kabinenteil wurden elf Personen, die in der Nähe der Bombe saßen, verletzt. Die Flugbegleiter leisteten Erste Hilfe und versuchten, eine Panik zu verhindern. Der Passagier auf Platz 26K, ein 24-jähriger japanischer Geschäftsmann, verstarb nach wenigen Minuten an den durch die Explosion erlittenen schweren Verletzungen und dem hohen Blutverlust. Die anderen zehn zum Teil schwer Verletzten überlebten.
Wegen der Verletzten und des Ausfalls wichtiger Funktionen aufgrund durchtrennter Steuerseile entschied sich die Crew, auf dem knapp 400 Kilometer Luftlinie entfernten Flughafen Naha notzulanden. Durch die fehlende Steuerung flog das Flugzeug jedoch an Naha vorbei. Der Kapitän entschloss sich zum Abschalten des Autopiloten, trotz der Gefahr, völlig die Kontrolle über die Maschine zu verlieren. Sowohl die Quer- als auch die Seitenruder funktionierten nicht mehr, sodass das Flugzeug weiter geradeaus flog. Der Kapitän versuchte, durch Drosselung einzelner Triebwerke zu wenden und Naha anzusteuern. Reyes erlangte nun eine eingeschränkte Kontrolle über die Querruder und das Höhenleitwerk. Mit geringer Geschwindigkeit ging die Maschine in die Kurve. Zur Entlastung des Fahrwerks und der Bremsen bei der Landung wurden 36 Tonnen Treibstoff abgelassen. Die Landung um 12:40 Uhr verlief ohne größere Probleme. Das Flugzeug war schwer beschädigt, ohne dass es zum Totalschaden gekommen war.

## Die Bombe
Die Bombe war vom Typ „Mark II“, bei der als Sprengstoff eine neue Version von Nitroglycerin verwendet wurde. Um diese an Bord der Boeing 747 zu schmuggeln, zerlegte Yousef sie in ihre Einzelteile. Der Flüssigsprengstoff wurde als Kontaktlinsenflüssigkeit getarnt. Als Zünder benutzte Yousef eine modifizierte Casio-Armbanduhr. Diese war nur so geringfügig verändert, dass der Attentäter sie weiterhin als normale Uhr tragen konnte. Weitere Bestandteile der Bombe waren unter anderem Glycerin, Schwefelsäure, Nitrobenzol, Silberazid und Aceton. Als Stromquelle diente eine Neun-Volt-Batterie, die er zusammen mit weiteren kleineren elektronischen Teilen in seinem Schuhabsatz versteckte.

## Ermittlungen
Die japanischen Behörden begannen kurz nach der Landung mit der Flugunfalluntersuchung. Sie fanden schnell heraus, dass die Bombe weitaus schlimmere Folgen hätte haben können. Der Körper des Passagiers auf Platz 26K hatte den größten Druck aufgefangen. Allerdings waren die Stahlseile von Seiten-, Höhen- und dem rechten Querruder verklemmt. Der Treibstofftank explodierte nicht, weil die Bestuhlung in der SAS-Version Boeing 747-283BM enger als üblich ist, weshalb sich Reihe 26 weiter vorne – über dem Frachtraum und nicht über dem Tank – befand.
Nach der Untersuchung der von der Spurensicherung aufgesammelten Trümmer rekonstruierten die Ermittler im Labor den Zeitzünder und stellten fest, dass dieser in einer präparierten Uhr transportiert worden war; die Herkunft der sichergestellten Batterie ließ vermuten, dass der Täter in Manila eingestiegen war.
Am 6. Januar 1995 erregte Yousef Aufmerksamkeit, als er versuchte, mit seinem kuwaitischen Jugendfreund Abdul Hakim Murad in einer Wohnung in Manila mehrere Bomben herzustellen. Die Verbrennung zweier Chemikalien geriet außer Kontrolle. Der Pförtner des Hauses rief wegen der Rauchentwicklung Feuerwehr und Polizei. In der Wohnung wurden neben den Chemikalien Hinweise auf ein geplantes Attentat auf Papst Johannes Paul II. gefunden, der Manila besuchen sollte. Murad, der mit Yousef abseits des Hauses auf den Abzug des Rauchs gewartet und den Polizeieinsatz nicht bemerkt hatte, wurde bei der Rückkehr in die Wohnung verhaftet. Yousef entkam unerkannt.
Wegen der Tragweite des Falles schaltete die philippinische Polizei internationale polizeiliche Spezialeinheiten ein. Vom FBI kam die Information, dass es sich bei dem Flüchtigen wahrscheinlich um Ramzi Yousef handelte. In der Wohnung wurden Hinweise auf seine Täterschaft beim Anschlag auf Philippine-Airlines-Flug 434 gefunden, darunter mehrere Uhren des gleichen Typs wie beim Zeitzünder sowie mehrere gefälschte Pässe und Ausweise mit Fotos von Yousef. Einer davon trug das Datum 26. Februar 1993, dem Tag des Bombenanschlages auf das World Trade Center.

## Yousefs Festnahme und Verurteilung
Auf dem in Yousefs Wohnung sichergestellten Laptop fand man in versteckten Dateien Hinweise, dass der Anschlag auf den Flug PAL434 nur ein „Test“ war. Mindestens zwei weitere Flugzeuge sollten in die Luft gesprengt werden, außerdem waren Attentate auf zwölf US-amerikanische Flüge über dem Pazifik geplant, bei denen etwa 4000 Menschen getötet werden sollten. Das nächste Attentat sollte bereits am 21. Januar 1995 stattfinden. Weitere Anschläge mit dem Codenamen Bojinka waren auf Flughäfen in Japan, Hongkong, Taiwan, Singapur, Südkorea, Thailand, Honolulu, San Francisco, Los Angeles, New York, Portland und auf den Philippinen geplant. Darüber hinaus beabsichtigten die Terroristen den damaligen amerikanischen Präsidenten Clinton auf dessen Asienreise zu ermorden und ein Flugzeug in das CIA-Hauptquartier in Langley zu steuern.
Yousef war in seine Heimat Pakistan geflohen. Dort wurde eine Belohnung von zwei Millionen Dollar auf ihn ausgesetzt. Nachdem ihn ein Komplize verraten hatte, wurde er von einem Spezialeinsatzkommando am 7. Februar 1995 in einem Hotelzimmer in Islamabad verhaftet. Dort wurden Flugpläne der Fluglinien Delta Air Lines und American Airlines sowie in Spielzeug versteckte Bomben sichergestellt.
Yousef wurde an die Vereinigten Staaten ausgeliefert und dort von einem Gericht wegen des Bombenanschlags auf PAL434, weiterer geplanter Anschläge und der Beteiligung an dem Anschlag auf das World Trade Center 1993 schuldig gesprochen und zu 240 Jahren Haft im Bundesgefängnis ADX Florence verurteilt. In seinem Abschlussplädoyer sagte er unter anderem:

“Yes, I am a terrorist and I am proud of it. And I support terrorism so long as it was against the United States Government and against Israel, because you are more than terrorists; you are the one who invented terrorism and using it every day.”

„Ja, ich bin Terrorist und stolz darauf. Ich unterstütze nur Terror, der sich gegen die Amerikanische Bundesregierung und Israel richtet, weil ihr mehr als Terroristen seid; ihr seid diejenigen, die Terrorismus erfunden haben und ihn jeden Tag anwenden.“

## Nachwirken
Das schwer beschädigte Flugzeug wurde nach der Untersuchung instand gesetzt und zu einer Boeing 747-2XBF umgebaut. Es wurde im Jahr 1996 schließlich an die Polar Air Cargo abgegeben, für die es noch über sechs Jahre im Dienst war. Seit April 2006 gehört die Maschine der griechischen Fluggesellschaft Sky Wings. Sie ist jedoch seit August 2007 nicht mehr in Betrieb und steht seither auf dem französischen Flughafen Châteauroux-Centre.
Der Anschlag auf PAL 434 wurde 2003 unter Regie von Michael Barnes verfilmt und in der fünften Folge der dritten Staffel der kanadischen Fernsehserie Mayday – Alarm im Cockpit mit dem englischen Originaltitel Bomb on Board und dem deutschen Titel Bombenattentat an Bord von PAL 434 gezeigt. In nachgestellten Szenen, Animationen sowie Interviews mit der Besatzung, den Passagieren und Ermittlern wurde über die Vorbereitungen, den Ablauf und die Auswirkungen des Attentats berichtet.